# ناامیدی از رحمت خدا
ناامیدی از رحمت خدا به معنی مأیوس شدن از رحمت خدا و بخشایش او، نقطه مقابل رجاء و امیدواری به پروردگار در نظر گرفته شده‌است. ناامیدی از رحمت خدا به عنوان یکی از گناهان کبیره برشمرده می‌شود.

## از دیدگاه قرآن
در قرآن ناامیدی از رحمت خدا نهی شده و نومید شدن از رحمت خدا نشانهٔ گمراهی و کفر و خوی حیوانی انسانِ دور از معنویت دانسته شده‌است.
- قُلْ يَا عِبَادِيَ الَّذِينَ أَسْرَفُوا عَلَىٰ أَنْفُسِهِمْ لَا تَقْنَطُوا مِنْ رَحْمَةِ اللَّهِ ۚ إِنَّ اللَّهَ يَغْفِرُ الذُّنُوبَ جَمِيعًا ۚ إِنَّهُ هُوَ الْغَفُورُ الرَّحِيمُ (ای بندگان من که بر خود اسراف و ستم کرده‌اید، از رحمت خداوند ناامید نشوید که خدا همه گناهان را می‌آمرزد، زیرا او بسیار آمرزنده و مهربان است.[۳])
- يَا بَنِيَّ اذْهَبُوا فَتَحَسَّسُوا مِنْ يُوسُفَ وَأَخِيهِ وَلَا تَيْأَسُوا مِنْ رَوْحِ اللَّهِ ۖ إِنَّهُ لَا يَيْأَسُ مِنْ رَوْحِ اللَّهِ إِلَّا الْقَوْمُ الْكَافِرُونَ[۴]
- يَا أَيُّهَا الَّذِينَ آمَنُوا تُوبُوا إِلَى اللَّهِ تَوْبَةً نَصُوحًا عَسَىٰ رَبُّكُمْ أَنْ يُكَفِّرَ عَنْكُمْ سَيِّئَاتِكُمْ وَيُدْخِلَكُمْ جَنَّاتٍ تَجْرِي مِنْ تَحْتِهَا الْأَنْهَارُ يَوْمَ لَا يُخْزِي اللَّهُ النَّبِيَّ وَالَّذِينَ آمَنُوا مَعَهُ ۖ نُورُهُمْ يَسْعَىٰ بَيْنَ أَيْدِيهِمْ وَبِأَيْمَانِهِمْ يَقُولُونَ رَبَّنَا أَتْمِمْ لَنَا نُورَنَا وَاغْفِرْ لَنَا ۖ إِنَّكَ عَلَىٰ كُلِّ شَيْءٍ قَدِيرٌ (ای کسانی که ایمان آورده‌اید، به درگاه خدا توبه‌ای راستین کنید، امید است که پروردگارتان بدی‌هایتان را از شما بزداید و شما را به باغ‌هایی که از زیر [درختان‏] آن جویبارها روان است درآورد. در آن روز خدا پیامبر [خود] و کسانی را که با او ایمان آورده بودند خوار نمی‌گرداند، در حالی که نورشان از پیشاپیش آنان، و سمت راستشان، روان است می‌گویند: «پروردگارا، نور ما را برای ما کامل گردان و بر ما ببخشای، که تو بر هر چیز توانایی»[۵]

## از دیدگاه پیامبر اسلام
حضرت محمد"ص" دربارهٔ ناامیدی از رحمت خدا گفته‌است: «من دوست نمی‌دارم که دنیا و آنچه را که در آن است با این آیه معاوضه کنم.»

## عوامل
مهمترین عواملی که برای ناامیدی از رحمت خدا برشمرده شده‌است عبارتند از «گناه و اصرار بر آن» و «استعجال».

### اصرار بر گناه
اصرار بر گناه از آن جهت که با انجام زیاد گناه و توبه مکرر، ایمان فرد سست می‌شود و ناامید می‌گردد.

### استعجال
استعجال به آن معناست که فرد دعایی کند و بخواهد به عجله خواسته‌اش برآورده شود. از جعفر صادق در این باره چنین نقل است که:
مؤمن پیوسته در نیکی و راحتی و مهربانی خداست تا زمانی که استعجال نکند پس چون استعجال کند نومید می‌شود و دعا را ترک می‌کند. راوی می‌گوید: از ایشان پرسیدم: چگونه استعجال می‌کند؟ فرمودند: با خود می‌گوید مدتی طولانی دعا کردم و اجابت نشد.— جعفر صادق، 
و لذا از رحمت خدا ناامید می‌گردد.

## آثار
- ترک توبه و استغفار
- فرورفتن در گناه
- کفر یا تباهی دنیا
- تباهی آخرت